# Bleichenbach (Nidder)
Der Bleichenbach, örtlich auch Bleiche genannt, ist ein gut 22 km langer, linker und östlicher Zufluss der Nidder im hessischen Wetteraukreis.

## Geographie

### Verlauf
Der Bleichenbach entspringt im Vogelsberg  auf einer Höhe von etwa 400 m ü. NHN nordöstlich von Gedern-Wenings.
Er fließt vorwiegend in westsüdwestlicher Richtung und mündet schließlich nördlich von Glauburg-Glauberg auf einer Höhe von ungefähr 124 m ü. NHN von links in die Nidder.
Auf  der  Strecke  von  etwa  22 Kilometern  überwindet der Bach einen  Höhenunterschied von etwa 276 m, er hat somit ein mittleres Sohlgefälle von etwa 12 ‰.

### Einzugsgebiet
Das 39,1 km² große Einzugsgebiet wird über die Nidder, die Nidda, den Main und den Rhein zur Nordsee entwässert.
Die höchste Erhebung ist der Kernberg mit 459,6 m ü. NHN.
Die bergigen Bereiche  sind  fast durchgängig  bewaldet und die  Auen sind vorwiegend durch Weideflächen geprägt.

### Zuflüsse
- Wolfshainer Bach, von rechts oberhalb von Gelnhaar, 3,0 km
- Hohlbach[4] [GKZ 2486434], von rechts unterhalb von Gelnhaar, 2,1 km
- Brunnenbach, von rechts, 6,5 km
- Rahnsbach[5], von links in Bergheim, 0,7 km[6]
- Krombach[7] [GKZ 24864522], von rechts in Bergheim, 3,1 km

### Flusssystem Nidder
- Fließgewässer im Flusssystem Nidder

### Orte
Der Bleichenbach fließt durch folgende Ortschaften:
- Gedern-Wenings
- Ortenberg-Gelnhaar
- Ortenberg-Bergheim
- Ortenberg-Bleichenbach
- Glauburg-Stockheim
- Glauburg-Glauberg

## Charakter
Der Bleichenbach ist ein silikatischer Mittelgebirgsbach. Sein Einzugsgebiet umfasst 39,1 km². Auf seinem Weg von der Quelle zur Mündung hat er ein Gefälle von etwa 202 m. Seine Hänge sind meist relativ steil. Während seinen Oberlauf Waldflächen prägen, werden seine Auen überwiegend landwirtschaftlich genutzt, wobei am Mittellauf Weiden und am Unterlauf Ackerflächen vorherrschen. Unterhalb der Ortschaft Bleichenbach ist sein Lauf relativ stark begradigt und ausgebaut.

## Gewässergüte
In seinem Verlauf wird der Bleichenbach als Müllkippe und Müllhalde genutzt, was die Gewässergüte stark beeinträchtigt, er ist in einigen Bereichen mit 3 bis 4 zu bewerten. Von einem naturnahen Gewässer mit einer Gewässergüte ≤ 2 ist er also weit entfernt. Besonders der Oberlauf ist ökologisch in einem schlechten Zustand.